# Gaby Blaaser
Gaby Blaaser, née le 7 juin 1986 à Amsterdam, est une actrice, mannequin, productrice et animatrice de télévision néerlandaise.

## Filmographie
Sauf indication contraire, les informations mentionnées dans cette section peuvent être confirmées par la base de données cinématographiques IMDb,  présente dans la section « Liens externes ».

### Télévision
- 2006 : Onderweg naar Morgen : Manon
- 2007-2010 : SpangaS : Jolé van Haagendoorn
- 2009 : Zeg 'ns Aaa (nl) : Angelique
- 2009 : Flikken Maastricht : Alicia Terhorst
- 2014-2016 : Goede tijden, slechte tijden : Sacha Kramer

### Cinéma
- 2009 : SpangaS op Survival (nl) : Jolé van Haagendoorn
- 2010 : Snuf en het spookslot (nl) : Ada
- 2010 : Gangsterboys (nl) : Poolse au pair
- 2010 : Shadow & moi : Jorine
- 2014 : De Blauwe Bank : Nynke

## Animation
- 2013 : Sterren Dansen op het IJs (nl)
- 2013 : Atlas
- 2014 : De Nationale IQ Test (nl)
- 2015-2016 : Campinglife (nl)
- 2016 : Alles mag op ... (nl)
- 2016 : Expeditie Robinson (nl)
- 2016 : Ik hou van Holland (nl)
- 2016 : Dutch Ridiculousness : Co-productrice